# Lazăr Dumulescu
Lazăr Dumulescu (n. 1865, Covragiu, județul Hunedoara – d. 1919, Covragiu, județul Hunedoara) a fost un deputat în Marea Adunare Națională de la Alba Iulia, organismul legislativ reprezentativ al „tuturor românilor din Transilvania, Banat și Țara Ungurească”, cel care a adoptat hotărârea privind Unirea Transilvaniei cu România, la 1 decembrie 1918 :p. 204.

## Biografie
A făcut școala primară, fiind plugar. A luptat în Primul Război Mondial cu gradul de sergent :p. 204.  

## Activitatea politică
Ca deputat în Adunarea Națională din 1 decembrie 1918 a fost delegat al Cercului electoral Hațeg :p. 204.	